# ワールドサッカーウイニングイレブン10
『ワールドサッカーウイニングイレブン10』は、コナミデジタルエンタテインメントより2006年4月27日に発売されたPlayStation 2用ゲームソフト。12月14日にXbox 360版『ワールドサッカーウイニングイレブン X 』（ - エックス）、PlayStation Portable版『ワールドサッカーウイニングイレブン10  ユビキタスエヴォリューション』が発売された（海外版は機種によるタイトルの差異は無い）。
スローガンは「ウイイレなら、一緒(とも)に戦える。」

## 概要
ウイニングイレブンシリーズの1つで、実況はジョン・カビラ、解説は北澤豪、ピッチレポーターは岩本輝雄が務めた。欧州や南米のライセンスをさらに取得し、より選手やチームがリアルに表現されている。イメージキャラクターはジーコ、中村俊輔（Xbox 360版はアドリアーノ・レイテ・リベイロ）。本作まではPESとナンバリングが異なるが、次作より西暦で統一されるようになる。
低速ドリブル、ストップまたぎフェイントといったフェイントテクニックが追加。据置機版は2006 FIFAワールドカップにあわせて、地域の予選を勝ち抜きインターナショナルカップ優勝をめざす「ニッポンチャレンジ」、「インターナショナルチャレンジ」 を収録している。
PS2版は前作にあったオンラインモードは削除されている。Xbox 360版はXbox Liveによるオンライン対戦に対応。PSP版は初めてマスターリーグを収録した。

## ライセンス
各国カップ戦は全て偽名登場となっている。PSP版ではJリーグ Division 1・Division 2を除く『Jリーグウイニングイレブン10 +欧州リーグ'06-'07』での変更点が反映されている。

### リーグライセンス
- プレミアリーグ
  - イングランドリーグという偽名で登場。アーセナルとチェルシーのみ実名で、他18チームは偽名。
  - PSP版ではチェルシーの代わりにマンチェスター・ユナイテッドが実名化されている。
- リーグ 1
  - フランスリーグという偽名で登場。全クラブ偽名。
  - PSP版ではフルライセンス。
- ブンデス・リーガ
  - ドイツリーグという偽名で登場。バイエルン・ミュンヘンのみ実名、他17チームは偽名。
  - PSP版では削除され、バイエルンのみ他リーグに移動。
- セリエA
  - ほぼフルライセンスだが、カリアリが含まれておらず、架空のチームが収録されている。
  - PSP版ではフルライセンス。また、「カルチョ・スキャンダル」により降格処分を受けたユベントスが「他リーグ」に実名で追加されている。
- エールディヴィジ
  - フルライセンス。
- リーガ・エスパニョーラ
  - フルライセンス。
- 他リーグ
  -  ガラタサライ、 コペンハーゲン、 ジュールガルデン、 セルティック、 レンジャース、 ディナモ・キーウ、 ポルト、 ローゼンボリが実名で登場。
  - PSP版では オリンピアコス、 スポルティング・リスボン、 ベンフィカも実名化されている。